# Silahdar Damat Ali Pasha
Silahdar Damat Ali Paşa (1667-5 de agosto de 1716), también llamado Silahdar Ali Bajá fue un general y Gran visir Otomano. Su epíteto silahdar significa "portador de armas" y damat significa "novio".

## Primeros años
Ali Bajá nació en una familia turca en Nicea, hoy Turquía. El nombre de su padre era Hacı Hüseyin. Se formó en la escuela del palacio de Enderun en Constantinopla y durante el reinado de Mustafá II fue nombrado secretario personal del sultán. En 1709, se comprometió con la hija de Ahmed III, obteniendo el título de damat ("novio") y fue nombrado Segundo visir. El 27 de abril de 1713, se convirtió en Gran visir.

## Término como gran visir

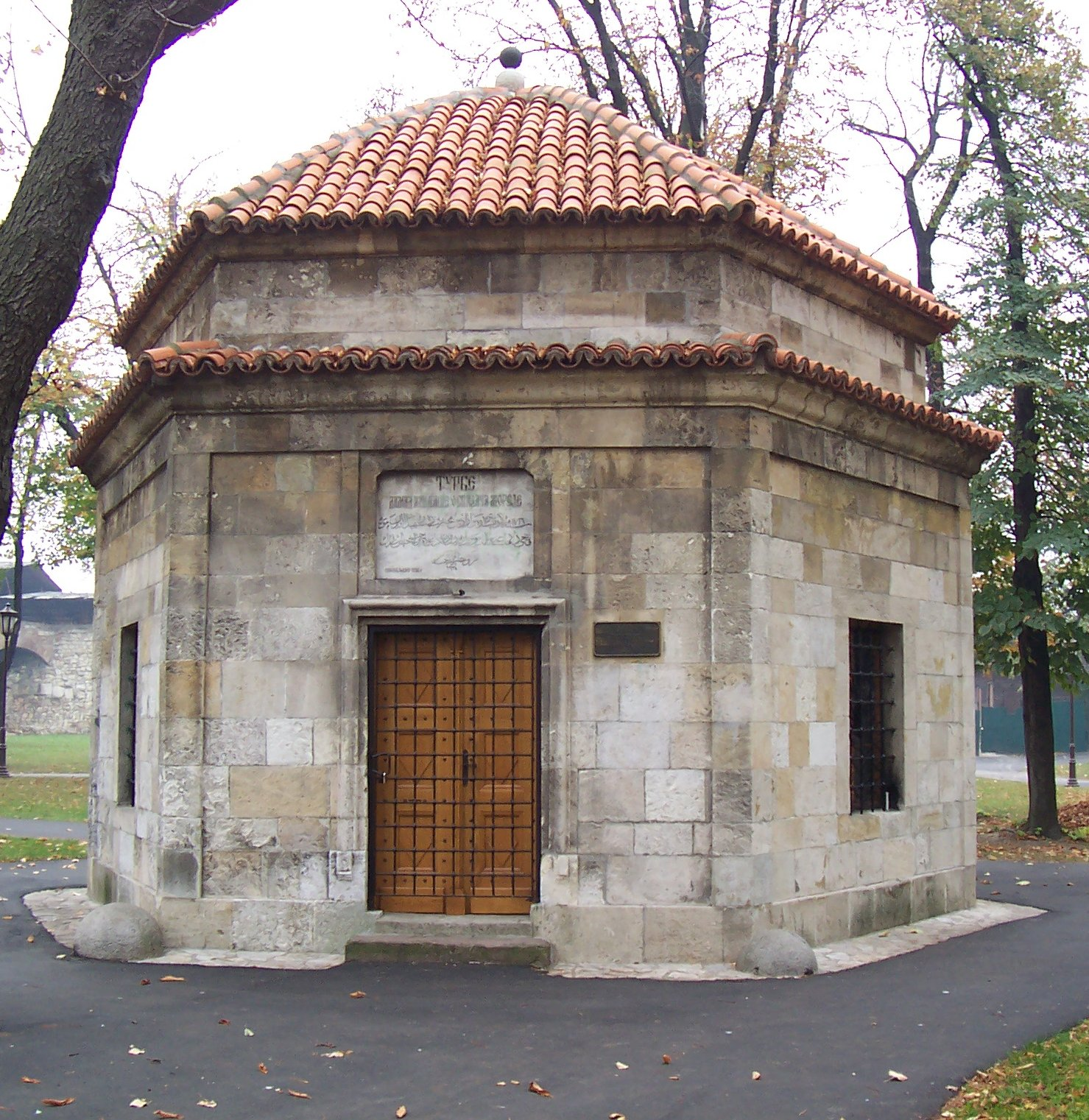
Tumba de Silahdar Ali Pasha en Belgrado

Poco después de su nombramiento, logró ratificar el Tratado del Prut con Rusia, asegurando así las fronteras del norte del Imperio Otomano en el río Dnieper.
A principios de 1714, su atención se centró en Morea, que había estado en poder de la República de Venecia desde la guerra de Morea y la Paz de Karlowitz de 1699. Los otomanos nunca se habían reconciliado con su pérdida. Cuando los venecianos dieron refugio a los rebeldes serbios de Montenegro y Herzegovina en su provincia dálmata, y algunos de sus comerciantes se vieron envueltos en disputas con los barcos otomanos, la Sublime Puerta (gobierno) rápidamente utilizó esto como pretexto para declarar la guerra.
La campaña posterior en 1715, dirigida por el propio Silahdar Ali Pasha, fue un éxito abrumador, ya que todo Morea cayó rápidamente y con poco derramamiento de sangre al ejército otomano.
Sin embargo, la Austria de Habsburgo, aliada de Venecia, también declaró la guerra a los otomanos. En 1716, Ali Pasha se trasladó al frente austríaco donde comandó el ejército otomano contra las fuerzas austriacas dirigidas por el príncipe Eugenio de Saboya en la batalla de Petrovaradin (5 de agosto de 1716). Durante la batalla, Ali Pasha perdió la vida. Su tumba está en Belgrado.
Después de su muerte fue llamado Şehit Ali Pasha (Şehit significa mártir).